# Hato Nuevo (Guaynabo)
Hato Nuevo es un barrio ubicado en el municipio de Guaynabo en el estado libre asociado de Puerto Rico. En el Censo de 2010 tenía una población de 4114 habitantes y una densidad poblacional de 455,92 personas por km².

## Geografía
Hato Nuevo se encuentra ubicado en las coordenadas 18°17′41″N 66°5′59″O / 18.29472, -66.09972. Según la Oficina del Censo de los Estados Unidos, Hato Nuevo tiene una superficie total de 9,02 km², de la cual 9,01 km² corresponden a tierra firme y (0,17%) 0,02 km² es agua.

## Demografía
Según el censo de 2010, había 4114 personas residiendo en Hato Nuevo. La densidad de población era de 455,92 hab./km². De los 4114 habitantes, Hato Nuevo estaba compuesto por el 79,9% blancos, el 8,97% eran afroamericanos, el 0,46% eran amerindios, el 0,19% eran asiáticos, el 8,34% eran de otras razas y el 2,14% pertenecían a dos o más razas. Del total de la población el 98,95% eran hispanos o latinos de cualquier raza.